# Ruta 229 (Costa Rica)
La Ruta 229, oficialmente Ruta Nacional Secundaria 229, es una ruta nacional de Costa Rica ubicada en la provincia de Heredia.

## Descripción
En la provincia de Heredia, la ruta atraviesa el cantón de Sarapiquí (el distrito de  Horquetas).